# مبادرة دورة الوقود المتقدمة

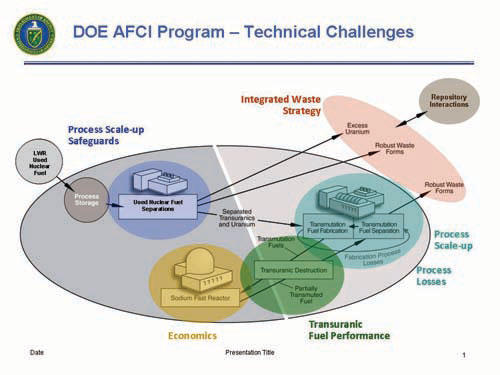
تحديات مبادرة دورة الوقود المتقدمة

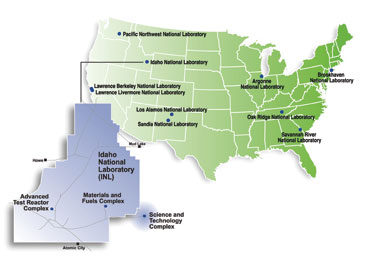
مختبرات وزارة الطاقة الوطنية التي تدعم مبادرة دورة الوقود المتقدمة

مبادرة دورة الوقود المتقدمة (AFCI) هي عبارة عن جهد بحث وتطوير مكثف لوزارة الطاقة بالولايات المتحدة.

## نبذة
تتمثل المهمة في التركيز على تمكين التوسع الآمن والمأمون والاقتصادي والمستدام للطاقة النووية من خلال إجراء البحوث والتطوير والعروض التوضيحية التي تركز على إعادة تدوير الوقود النووي وإدارة النفايات لتلبية احتياجات الولايات المتحدة.

## التركيز
- مواصلة أنشطة البحث والتطوير لدورة الوقود.
- متابعة تطوير السياسة والإطار التنظيمي لدعم إغلاق دورة الوقود.
- تحديد وتطوير البنية التحتية للبحث والتطوير اللازمة لتطوير التقنيات.
- إنشاء نمذجة متقدمة وعناصر برنامج المحاكاة.
- تنفيذ برنامج البحث والتطوير المستند إلى العلم.

## الحملات
إن مبادرة دورة الوقود المتقدمة عبارة عن مجهود مكثف للبحث والتطوير لإغلاق دورة الوقود حيث يتم تقسيم المناطق المختلفة داخل مبادرة دورة الوقود المتقدمة إلى حملات.
يتم الانتهاء من البحث والتطوير في كل حملة من قبل المختبرات الوطنية التابعة لوزارة الطاقة الأمريكية مثل:
- تحويل الوقود
- تطوير مفاعل سريع
- أشكال النفايات
- الضمانات
- تحليل النظم
- النمذجة والمحاكاة
- السلامة النووية